# El Pas de la Casa

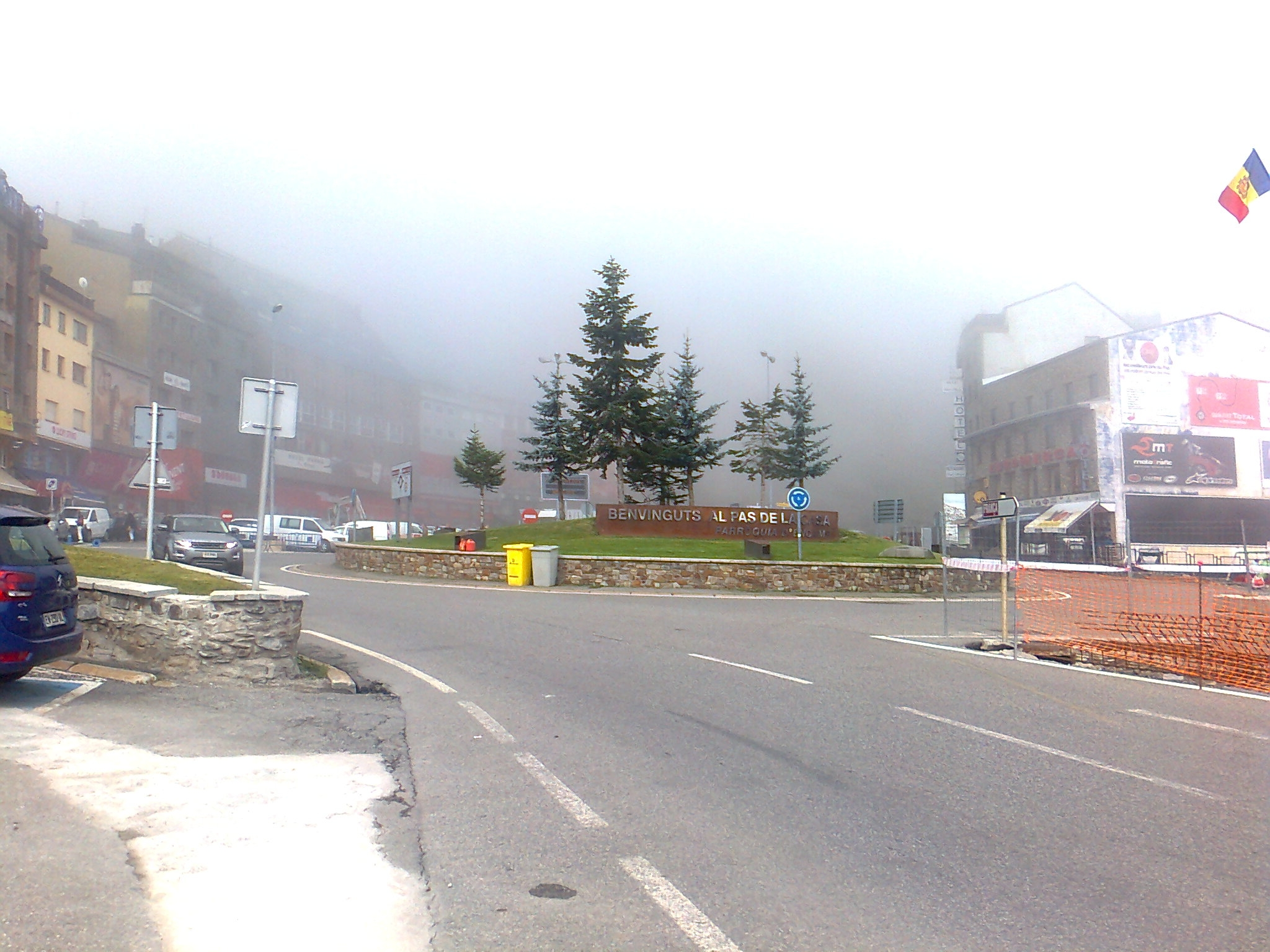
El Pas de la Casa centruma, amint fogadja az érkezőket.

El Pas de la Casa (katalán kiejtéssel: [əl ˈpas ðə lə ˈkazə]), franciául: Le Pas de la Case, andorrai határtelepülés az Encamp közösségben. A szomszédos  L’Hospitalet-près-l’Andorre település már a határ másik oldalán van az Ariège megyében, a Midi-Pyrénées régióban, Franciaországban.
Szó szerinti fordításban kb. „a ház hágója”. A Pireneusok 2080 méter magasában hegyi hágó Franciaország és a francia L’Hospitalet-près-l’Andorre felől Andorra megközelítéséhez. Az andorrai hercegség többi települései innen a Envalira-alagúton keresztül közelíthetőek meg, melyen át rendszeres buszjárat közlekedik a fővárosba, Andorra La Vella-ba is.
Itt ered 2470 méter magasan az Andorrával szomszédos francia megyének is nevet adó Ariége folyó, mely határt képez Andorra és Franciaország között, mielőtt 163 km hosszú út után Toulouse mellett a Garonne-be torkollik.
A település főként turizmus helyszíne, minden évben megrendezésre kerül június 29-én a Szent Péter-fesztivál. A Franciaország felől ide érkezőket a turistákat kiszolgáló boltok és információs iroda fogadja. Legmagasabb hegycsúcsa a Pic d'Envalira 2827 méter magassággal, a síelőket 2640 méteren várja.
Innen származik Laure Soulie (sz. 1987.), visszavonult andorrai sportoló, a 2014-es Szocsi téli olimpia résztvevője.
Innen indult 2021-es Tour de France 16. szakasza, amit az osztrák Patrick Konrad nyert.
A 2002-ben átadott Envalira-alagút Európa legmagasabban található alagútjai közé tartozik, 2050 méteres magasságban 2 km hosszan át vezet Grau Roig településig.